# Matthias Coelner de Vanckel
Matthias Coelner de Vanckel, auch Matthias Fanckel (* um 1450 in Fankel; † 5. Juni 1506 in Trier) war ein deutscher Geistlicher, Dominikaner, Prior und Inquisitor.

## Leben
Matthias war ein Sohn seines gleichnamigen Vaters Matthias Coelner und dessen Ehefrau, die vermutlich eine Schwester des Bruttiger Pfarrers Johann Graß war. Matthias hatte noch mindestens zwei Brüder; Johannes Kölner, der später Professor an der Universität zu Köln wurde und dort Zivil- und Kirchenrecht lehrte, sowie Peter, von dem nur seine Zugehörigkeit zum Johanniterorden hinterlegt wurde. In ihrer Jugend wurden alle Brüder schulisch mit christlicher Prägung sowie in lateinischer Sprache von ihrem Oheim und Pfarrer Graß aus Bruttig ausgebildet. Am 27. Oktober 1466 immatrikulierte er sich an der Artistischen Fakultät der Universität zu Köln und begann dort ein Studium des Kanonischen Rechts. 1467 trat er in das Kölner Dominikanerkloster ein, in dessen Ordensregister man ihn im Jahre 1478 gleichzeitig mit einem Servatius Fanckel (1450–1508) nannte.
Seine Prüfung zum Magister artium absolvierte er am 20. April 1469, sein Baccalaureus Artium der Theologie folgte 1479 und 1482 wurde er vom Ordensgeneral der Dominikaner Salvo Casetta (1413–1483) nach Rom zur Lösung schwieriger Probleme gerufen. Hier promovierte er mit Unterstützung des Kardinalprotektors erst zum Doktor der Theologie und kurz darauf zum Doktor Dekretorum. In Rom herrschten zu dieser Zeit große Spannungen zwischen Papst Sixtus IV. und dem Erzbischof von Kraina Andreas Jamometić, nachdem dieser am 21. Juli 1482 ein weiteres Konzil von Basel gefordert hatte, um damit Reformen für den päpstlichen Hof einzuleiten.
Während der Papst mit einem Interdikt reagierte, wurde Salvo Casetta der Auftrag erteilt, den Erzbischof Jamometić festzusetzen. Casetta gab den Befehl weiter an Jakob von Stubach den Provinzial von Teutonia und dieser beauftragte damit Matthias Fanckel, der gerade zufällig oder möglicherweise absichtlich im Hinblick auf die drohende Gefahr des Konzils in Basel dozierte. Matthias ernannte man währenddessen zum Vertreter des Ordensgenerals als Provinzial in den deutschen, böhmischen, sächsischen und polnischen Provinzen und dort reiste er gemäß seinem Auftrag persönlich herum, um den Befehl, den man ihn gegeben hatte auch auszuführen.
Als sich die Situation beim Streit um Erzbischof Andreas Jamometić in Basel immer mehr zugespitzt hatte, dem man noch im August 1482 belastendes Material gegen General Casetta zugespielt hatte und die Stadt sich durch einen päpstlichen Kirchenbann bedroht sah, wurde der Erzbischof im Spalenschwibbogen in Basel inhaftiert. Von September bis Oktober 1482 befand sich Matthias Fanckel als Prior des Predigerkonvents und Vikar für die observanten Frauenklöster im Elsass in Basel.
1488 verließ er Basel und wechselte nach Heidelberg, da man ihn zum Regens für das neue Studienkloster des Ordens bestimmt hatte, um dort als Professor zu lehren.
1490 erteilte man Matthias Fanckel, Dr. theol. et derectorum, die Erlaubnis sich unter den Generalvikar der Konventualen zu stellen, als deren Mitglied man ihn im Jahre 1500 an das Trierer Kloster versetzte, wo man ihn in späteren Aufzeichnungen als Prior wiederfand.
Am 18. Mai 1491 übertrug man ihm erst das Amt eines „Inquisitor haereticae pravitas“ (Amt der Inquisition gegen ketzerische Verderbtheit) der Trierer Erzdiözese und am 22. September 1493 ernannte man ihn zum Generalvikar der konventualen Dominikaner der Provinz Teutonia. Hier erhielt er am 5. März 1503 vom Generalprior des Ordens die Aufgabe, die allgemeine Ordensdisziplin der ihm unterstellten Orden zu heben. Weiterhin war er viele Jahre Generalvikar der „fratres vitae communis“ (Brüder vom gemeinsamen Leben), was als Zeichen seiner hohen Wertschätzung und als Würdigung als bedeutendem Gelehrten und Prediger gedeutet wurde.